# Euryglossa terminata
Euryglossa terminata är en biart som beskrevs av Smith 1853. Euryglossa terminata ingår i släktet Euryglossa och familjen korttungebin. Inga underarter finns listade i Catalogue of Life.

## Bildgalleri

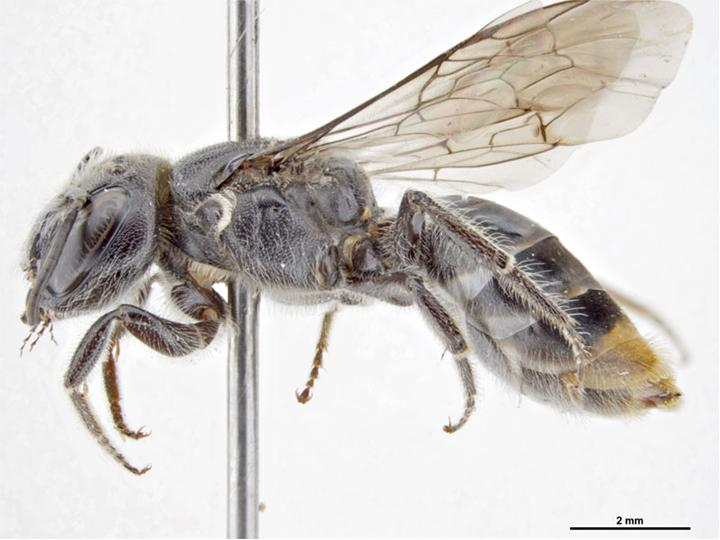